# Speloeophorus nodosus
Speloeophorus nodosus är en kräftdjursart som först beskrevs av T. Bell 1855.  Speloeophorus nodosus ingår i släktet Speloeophorus och familjen Leucosiidae. Inga underarter finns listade i Catalogue of Life.